# Goraner

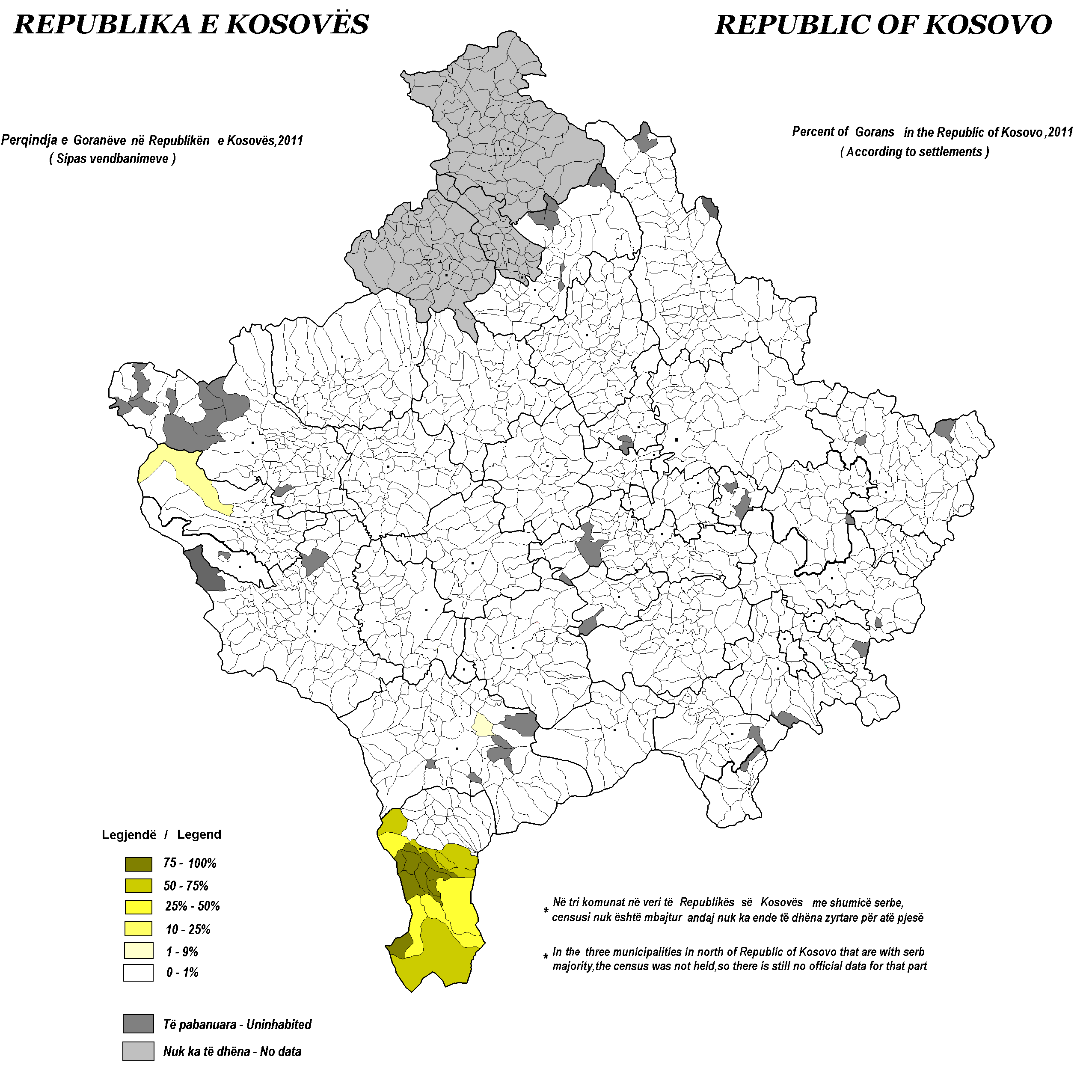
Goraner i Kosovo, 2011

Goraner, gorani eller goranci (kyrillisk skrift: Горани, Горанци) är en sydslavisk folkgrupp från Goraregionen, belägen söder om Prizren, i Kosovo. Goraner kan översättas till "högländare" på svenska. Goraner-folket talar en torlakisk dialekt av de sydslaviska språken och bekänner sig till religionen islam.

## Ursprung och utbredning
Goraner är troligtvis ursprungligen serber men även makedonier och bulgarer gör anspråk på deras ursprung. Den allmänna uppfattningen, även bland goraner-folket, är dock att de utgör en egen etnisk folkgrupp.
Goranerfolket är traditionellt från Goraregionen, vilket ligger söder om staden Prizren i Kosovo, bland bergen Šar Planina. Goraregionen utgör egentligen det traditionella landområdet Metohijas södra del. Goraner-folket bebor traditionellt en stad och arton byar i Goraregionen i Kosovo, nio byar i Albanien och två byar i Nordmakedonien. På grund av bristen på arbete i sitt ursprungsområde har många utvandrat till främst andra delar av Kosovo eller Västeuropa.

## Språk
Goraner-folket talar en torlakisk dialekt, som kallas goranski eller našinski (vilket översatt betyder "vårt språk"), som tillhör de övergångsdialekter mellan den sydvästslaviska och sydöstslaviska språkgrenen, vilket talas i östra och södra Serbien, västra Bulgarien och norra Makedonien. Vid den folkundersökning som gjordes 1991 angav 54,8% att de talade goranski som modersmål och resterande 45,2% angav serbiska som modersmål.
Goraner-mål varierar från by till byn, men identifieras i några källor att närmast likna en makedonisk dialekt även om den avsevärt skiljer sig gentemot det standardiserade makedonska litteraturspråket.  
Andra källor uppger att goraner-folket talar serbiska eller en bulgarisk dialekt.

## Religion
Goraner-folket konverterade till islam (sunniter) under 1700-talet och 1800-talet. De har dock behållit sitt språk, sin slaviska kultur och flera högtider från den ortodoxa kyrkan. De firar bland annat đurđevdan som är en kristen, ortodox högtid för Sankt Göran.

## Historia
Goraner uppfattade sig själva som "beskyddare av Serbiens södra flank" under tiden då Osmanska riket styrde i Kosovo, och kunde aldrig riktigt kontrolleras av de lokala albanska härskarna. Tidigare ingick även angränsande områden i Albanien och Nordmakedonien i Goraregionen, därför bor fortfarande ett mindre antal goraner i byar i dessa områden, särskilt runt städerna Kukës och Tetovo. 
Tidigare hade flera försök gjorts att sammanföra goraner med andra etniska grupper (bland annat bosniaker och albaner) men under 1980-talet återuppväcktes goraner-folkets medvetenhet om sin nationella särart och som en motreaktion till den albanska nationalismen i Kosovo bytte många goraner tillbaka till sina slaviska efternamn från de albaniserade varianterna av deras namn som de blev tvingades att använda efter 1945 (till exempel: Ahmeti blev Ahmetović eller Hasani blev Hasanović). Samtidigt tog de avstånd från att betecknas som bosniaker enbart för att de var slaver av islamsk tro.

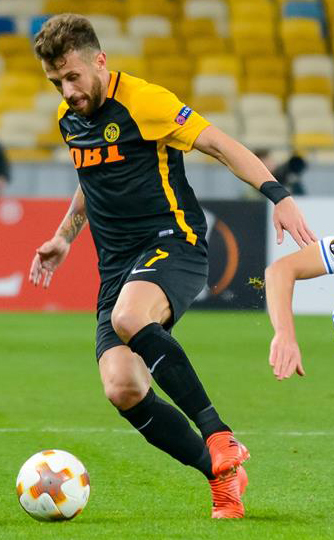
Fotbollsspelaren Miralem Sulejmani är goraner

## Situationen idag
På grund av det krig som ägde rum i Kosovo på 1990-talet och de oroligheter som de orsakat så har många tvingats flytta till städerna runt om i regionen för bättre levnad.  Många barn med goranerursprung måste nu bege sig till Pristina eller Tirana för undervisning på högre nivå. Många goraner uppger att de hamnat i mitten av Albansk-Serbiska konflikten samt den ekonomiska faktorn som de största anledningarna till att de lämnat sina hem. Idag bor mindre än 8 000 av de 20 000 goraner som bodde i Gora före 1999.

## Internationellt kända goraner
- Miralem Sulejmani - fotbollsspelare i Benfica

## Fotnoter
1. ↑  Slavcheva, Polina. The Bulgarian-Macedonian brew Arkiverad 10 mars 2016 hämtat från the Wayback Machine., 21 augusti 2006 The Sofia Echo
2. ↑  Mangalakova, Tanya. från Bulgarien Kosovo: Travelling to Meet Goranians[död länk], juli 2004 genom Traveling Balkans
3. ↑  Bulgarian Government looking for Bulgarians outside, instead of inside Arkiverad 20 december 2016 hämtat från the Wayback Machine., MINA 11 mars 2009
4. ↑  Kosovo: the Bradt travel guide, Gail Warrander, Verena Knaus, Published by Bradt Travel Guides, 2007, sid. 211. ISBN 1-84162-199-4
5. ↑  Historical dictionary of Kosova, Robert Elsie, Scarecrow Press, 2004, sid. 70. ISBN 0-8108-5309-4
6. 1 2  "Update ... minority situation" UNHCR Kosovo Juni 2004
7. ↑  Goranski govor Arkiverad 12 juni 2007 hämtat från the Wayback Machine. från Projekt Rastko - Gora (på serbiska)
8. ↑  Gorani Arkiverad 10 januari 2011 hämtat från the Wayback Machine. från European Centre for Minority Issues ECMI Kosovo
9. ↑  Sociolinguistics, Volym 3, Del 3, sid. 1879
10. ↑  When languages collide: perspectives on language conflict, language sid. 280
11. ↑  Brandt Travel Guide
12. ↑  Младенов, Стефан. Пътешествие из Македония и Поморавия, в: Научна експедиция в Македония и Поморавието 1916, София 1993, с. 184. (Mladenov, Stefan. Journey through Macedonia and Pomoraviya, in: Scientific expeditions in Macedonia and Pomoraviya 1916, Sofia 1993, p. 184) Асенова, Петя. Архаизми и балканизми в един изолиран български говор (Кукъска Гора, Албания), Балканистични четения, посветени на десетата годишнина на специалност “Балканистика” в СУ “Св. Климент Охридски”, ФСлФ, София, 17-19 май 2004 Arkiverad 11 augusti 2011 hämtat från the Wayback Machine. (Assenova, Petya. Archaisms and Balkanisms in an isolated Bulgarian dialect (Kukas Gora, Albania), Balkan studies readings on the tenth anniversary of the major Balkan studies in Sofia University, May 17–19, 2004)
13. ↑  Dokle, Nazif. Reçnik Goransko (Nashinski) - Albanski, Sofia 2007, Peçatnica Naukini akademiji "Prof. Marin Drinov", s. 5, 11, 19 (Nazif Dokle. Goranian (Nashinski) - Albanian Dictionary, Sofia 2007, Published by Bulgarian Academy of Sciences, p. 5, 11, 19)
14. ↑  Linda Karadaku, Gorani in Kosovo, Albania offered Bulgarian citizenship,SETimes.com, 16 april 2012
15. ↑  Religion and the politics of identity in Kosovo by Gerlachlus Duijzings, C. Hurst & Co. Publishers, 2000, sid. 27. ISBN 1-85065-392-5
16. ↑  Ethnic groups in Kosovo